# Guglielmo Malcovenant
Guglielmo de Malcovenant, (o Malconvenant, in francese Guillaume de Malconvenant, in inglese William Malconvenant, in latino Guillelmus Malconvenant, in arabo Ghuliyalm Malqumanan (Sicilia, XII secolo – XIII secolo), è stato un nobile normanno del Regno di Sicilia, anche conte di Butera.

## Biografia
Documentato tra il 1183 e il 1203, Guglielmo Malcovenant fu un amiratus del Regno di Sicilia tra la fine del XII secolo e l'inizio del XIII secolo, durante il regno della dinastia sveva degli Hohenstaufen.
La sua famiglia, i Malconvenant, originari di Coutances oggi comune francese nel dipartimento della Manica nella regione della Bassa Normandia, fu una delle più vecchie famiglie baronali normanne presenti in Sicilia. Il nonno di Guglielmo si ritiene abbia preso parte alla conquista della Sicilia e, in occasione della spartizione dei territori dell'isola, intorno al 1095, gli fu assegnata la baronia di Calatrasi, vicino Roccamena.
Guglielmo Malcovenant ricevette il titolo di amiratus dopo aver servito Guglielmo II di Sicilia come regie magne curie magister justiciarius almeno dal maggio 1183 fino al gennaio 1186. Sposò in prime nozze Margherita de Luci, figlia del conte normanno Bartolomeo de Luci imparentato con gli Altavilla, e, alla morte del suocero, divenne conte di Butera.